# Parartemia minuta
Parartemia minuta är en kräftdjursart som beskrevs av Geddes 1973. Parartemia minuta ingår i släktet Parartemia och familjen Parartemiidae. Inga underarter finns listade i Catalogue of Life.